# Tyti
Tyti est une reine d’Égypte de la XXe dynastie, épouse du roi Ramsès III, mère du roi Ramsès IV et probablement fille de Sethnakht. 

## Titres
Les titres de la reine étaient : « Fille du Roi » ; « Sœur du Roi » ; « Épouse du Roi » ; « Mère du Roi » ; « Épouse de Dieu », « Dame des Deux Terres ». 

## Généalogie

### Ancienne hypothèse
Jusqu'à récemment, un certain nombre d'égyptologues faisaient de cette reines la fille de Ramsès IX, la soeur et épouse de Ramsès X et la mère de Ramsès XI. 

### Nouvelle hypothèse
Sur la base de nouveaux éléments de preuve publiés dans le numéro 2010 du JEA (Journal of Egyptian Archaeology), cette union est remise en cause. Il semblerait, selon cet article, que Tyti fut une épouse de Ramsès III. L'article du JEA se base également sur certaines copies d'un papyrus portant sur des vols dans des tombeaux (Papyrus BM EA 10052), faites par Anthony Harris, qui raconte les aveux de pilleurs qui firent irruption dans la tombe de Tyti et y dérobèrent ses bijoux. Aidan Mark Dodson qui doutaient de la théorie de Grist sur l'identité de l'époux de Tyti accepte maintenant cette nouvelle proposition.
Déjà en 1985/86, Jehon Michael Grist plaçait la reine au début de la XXe dynastie et l'identifiait comme la fille-épouse de Ramsès III et la mère de Ramsès IV, jusqu'ici donné comme le fils d'une autre reine de Ramsès III nommée Iset-Tahemdjeret. Elle s'appuie sur des similitudes dans le style de son tombeau et ceux des princes qui ont vécu pendant cette période.
Toutefois, Christian Leblanc pense pour son compte qu'il est plus raisonnable d'envisager que Tyti fut une sœur de Ramsès III, fille de Sethnakht. En effet, à en juger par l'âge de leur enfant, l'hypothèse fille-épouse signifierait que Ramsès III a épousé sa fille avant de monter sur le trône, or les mariages père-fille ne se produisaient qu'entre les pharaons et leurs filles, ce qui rend l'hypothèse sœur-épouse plus probable que l'hypothèse fille-épouse.
En plus de Ramsès IV, Tyti serait la mère des princes Amonherkhépeshef, Méryamon et  Khâemouaset selon Christian Leblanc. Il s'appuie sur les similitudes de leurs programmes décoratifs.

## Sépulture

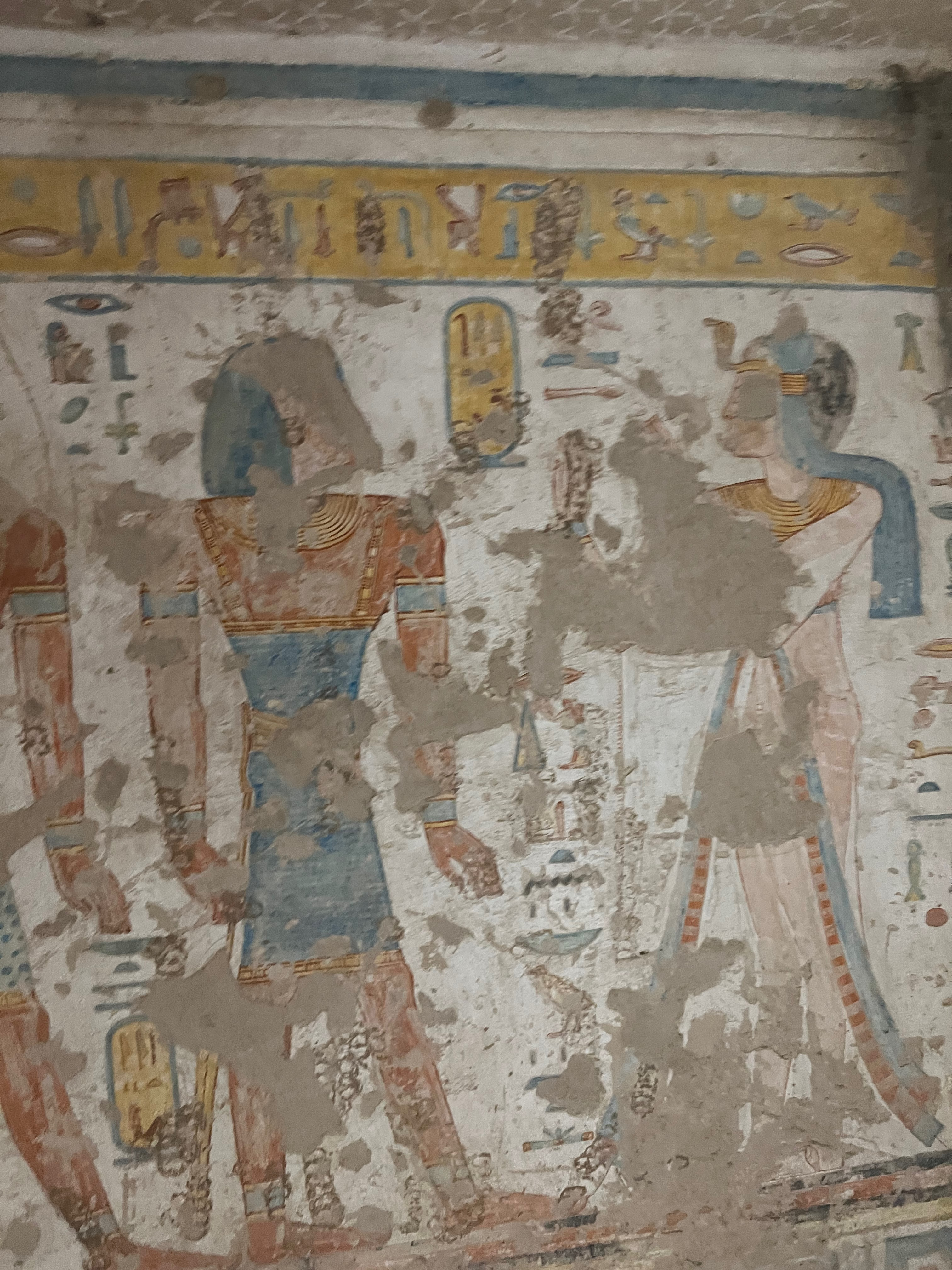
Tyti représentée dans sa tombe

Tyti fut enterrée dans la tombe QV52 de la vallée des Reines. Le tombeau fut découvert en 1903 par une mission archéologique italienne dirigée par Ernesto Schiaparelli. La tombe a été décrite par Champollion (tombe 3), Lepsius (numéro 9), Wilkinson (numéro 12) et Hay (numéro 2).
La tombe se compose d'un couloir, de chambres latérales, d'une salle et d'une chambre intérieure (funéraire).
Le couloir est percé d'une porte qui s'ouvre sur une autre partie du couloir, décrite comme une antichambre. Les murs sont décorés de divinités qui forment des paires, l'une sur le mur nord et l'autre sur le mur sud. Après la déesse ailée Maât assise, on trouve les dieux Ptah (au sud) et Thot (au nord) qui représentent le monde souterrain, puis Rê-Horakhty et Atoum qui sont des divinités solaires, suivis d'Amset et d'Hâpi et de Douamoutef et Kébehsénouf, les quatre fils d'Horus. Le défilé des divinités se termine par Isis et Nephtys.
Les décorations de la salle sont constituées de divinités protectrices. On y trouve par exemple les dieux Hérymaât et Nebnérou (« Seigneur de la terreur »). Hérymaât représente la renaissance de la reine Tyti. Les portes des chambres latérales (ou annexes) sont décorées de gardiens qui rappellent le Livre des morts. L'entrée de la dernière chambre est décorée des quatre fils d'Horus, Amset et Douamoutef sur le côté sud de l'entrée et Hâpi et Kébehsénouf sur le côté nord.
Les décorations des chambres latérales comprennent des dieux du monde souterrain, des images de coffres canopes et les âmes de Pé et de Nekhen. L'une des chambres latérales comprend également une scène montrant la reine sous les traits d'un prêtre Iounmoutef (masculin). Dans la chambre intérieure, la reine apparaît à nouveau devant plusieurs divinités. Le mur du fond contient une scène représentant Osiris. Il est assis sur un trône et assisté de Thot, Nephtys, Neith et Serket.
La tombe a été réutilisée au cours de la Troisième Période intermédiaire. Une fosse a été creusée dans les chambres intérieures et les fouilles ont permis de découvrir divers objets funéraires, notamment des sarcophages et des objets personnels.